# 2月14日
2月14日（にがつじゅうよっか）は、グレゴリオ暦で年始から45日目にあたり、年末まであと320日（閏年では321日）ある。

## できごと
- 269年、270年 - ウァレンティヌスがローマ皇帝クラウディウス・ゴティクスによって処刑されたと主張される日。初期の記録では270年2月14日。270年1月にクラウディウス2世は死亡している。
- 802年（延暦21年1月9日） - 坂上田村麻呂が、陸奥国胆沢城を造るために派遣される[1]。
- 842年 - ストラスブールの誓い。西フランク王シャルル2世と東フランク王ルートヴィヒ2世が長兄ロタール1世に対抗するために協力することを誓約。
- 1076年 - 叙任権闘争: 教皇グレゴリウス7世が神聖ローマ皇帝ハインリヒ4世を破門。
- 1576年（天正4年1月15日） - 丹波国黒井城を包囲していた明智光秀軍が、波多野秀治兄弟の裏切りに遭い敗退。（第一次黒井城の戦い）
- 1715年（正徳5年1月11日） - 江戸幕府が海舶互市新例を制定。
- 1779年 - キャプテン・クックが太平洋探検の第3回航海中にハワイで先住民とのいさかいによって落命（英語版）。
- 1797年 - フランス革命戦争:サン・ビセンテ岬の海戦。
- 1859年 - オレゴン準州の一部が州に昇格し、アメリカ合衆国33番目の州・オレゴン州となる。
- 1876年 - グラハム・ベルが電話の特許を出願。
- 1879年 - ペルー・ボリビアとチリの間で太平洋戦争が勃発。
- 1880年 - 太政官布達に基づき奈良公園が開設[2]。開園後は拡張を続け、500ha超の面積を有する日本最大の都市公園に発展。
- 1900年 - 第2次ボーア戦争: 2万のイギリス軍が駐屯軍救出のためオレンジ自由国に侵攻。
- 1903年 - アメリカ合衆国商務労働省（商務省の前身）設置。
- 1908年 - 長野県の諏訪湖で日本初のスケート競技大会「諏訪湖一周氷滑競争大会」が開催される[3]。
- 1912年 - アリゾナ準州が州に昇格し、アメリカ合衆国48番目の州・アリゾナ州となる。
- 1914年 - 東京海上保険が日本初の自動車保険の営業認可を取得。
- 1917年 - 『主婦の友』創刊[4]。
- 1918年 - ソビエト連邦でグレゴリオ暦を導入。ユリウス暦1月31日の翌日が2月14日になる。
- 1919年 - ポーランド・ソビエト戦争が開戦。
- 1920年 - 第1回箱根駅伝開催[5]。
- 1924年 - The Computing-Tabulating-Recording Company (C-T-R) がInternational Business Machines Corporation (IBM) に社名変更。
- 1926年 - 東京横浜電鉄(現・東急電鉄)が今の東急東横線に当たる多摩川園〜横浜を開業。
- 1927年 - 滋賀県米原市の伊吹山測候所で11ｍ82ｃｍの積雪。公的な観測地点で最も深く雪が積もった世界記録[6]。
- 1929年 - シカゴで聖バレンタインデーの虐殺がおこる。
- 1930年 - 1927年に起きた霧島丸の遭難事故を契機に建造された大型練習帆船、海王丸が進水[7][8]。
- 1937年 - 青森県の太平洋沿岸に暴風雪。航行中の貨物船が次々と救難信号を伝える中で「小樽丸（1,464トン）」が沈没、36人が行方不明[9]。
- 1939年 - ドイツ海軍の戦艦「ビスマルク」が進水。
- 1940年 - 北海道歌志内市の歌志内炭鉱でガス爆発事故。24人が死亡。救出活動中にも爆発が発生、二次災害により6人が重傷を負う[10]。
- 1942年 - 第二次世界大戦・蘭印作戦: 大日本帝国陸軍挺進第2連隊（落下傘部隊）がスマトラ島パレンバンに奇襲攻撃を敢行。（パレンバン空挺作戦）
- 1944年 - 丹後海陸交通設立。
- 1943年 - 第二次世界大戦、ブーゲンビル島における航空戦にてF4Uコルセアを主力機とした連合軍航空部隊が大損害を受ける（米紙により1929年に起きたマフィアの抗争を引用し、「聖バレンタインデーの虐殺」と報じられる）
- 1945年 - 近衛上奏文: 近衛文麿が昭和天皇に早期の戦争終結を訴える上奏を行う[11]。
- 1946年 - 世界最初のデジタル電子計算機ENIACが公開。
- 1950年 - 中ソ友好同盟相互援助条約調印。
- 1951年 - 大宮競輪場で、降雪中止に伴い入場者らが騒乱状態になる。椅子の破壊や放火、警察官への暴行などで28名が逮捕[12]。
- 1952年 - 第6回冬季オリンピック、オスロ大会開催。2月25日まで。
- 1953年 - 小勝多摩火工爆発事故。
- 1956年 - ソ連共産党第20回大会開会。最終日にフルシチョフがスターリン批判を行う。
- 1956年 - 財団法人日本文化放送協会から、株式会社文化放送に放送局（現特定地上基幹放送局）の免許が承継される。
- 1958年 - イラクとヨルダンが合邦しアラブ連邦を結成。
- 1961年 - 103番目の元素、ローレンシウムが合成される。
- 1963年 - アメリカで静止通信衛星「シンコム1号」を打上げ。
- 1967年 - ラテンアメリカ及びカリブ核兵器禁止条約（トラテロルコ条約）に調印。
- 1973年 - 為替レート・1ドル=308円の固定相場制から、変動相場制に移行。スタートは、1ドル=277円。
- 1973年 - 最後の移民船・にっぽん丸が横浜港から出航。
- 1984年 - 松本智津夫（麻原彰晃）がオウム神仙の会（後のオウム真理教）を設立。
- 1989年 - イランの最高指導者アーヤトッラー・ホメイニーが『悪魔の詩』の著者サルマン・ラシュディと発行に関わった者などに死刑を宣告。
- 1989年 - GPSの最初の24機の衛星が軌道に投入される。
- 1990年 - ローリング・ストーンズの初来日公演が東京都文京区の東京ドームからスタート。
- 1990年 - 無人宇宙探査機ボイジャー1号が、太陽系の全ての惑星を写した連続写真（通称「太陽系家族写真（ファミリーポートレート）」）を撮影。
- 1992年 - 東村山警察署旭が丘派出所警察官殺害事件が発生。警視庁東村山警察署の旭が丘派出所（現：旭が丘交番）で巡査長が刺殺された（2007年に公訴時効が成立し未解決事件に）。
- 1996年 - 羽生善治が史上初の将棋のタイトル七冠独占を達成。
- 1996年 - インテルサット708衛星（英語版）を搭載した中華人民共和国のロケット「長征3号B」が打ち上げに失敗。打ち上げ直後に村に墜落し、多数の村人が死亡。（現地時間15日）
- 1998年 - 第18回冬季オリンピック長野大会エムウェーブ会場にて行われたスピードスケート女子500m競技で、岡崎朋美が銅メダルを獲得。
- 2000年 - NASAの小惑星探査機「NEARシューメーカー」が小惑星エロスの軌道に到着。小惑星とのランデブー飛行は史上初。
- 2002年 - アフガニスタンのアブドゥール・ラフマン航空観光相がカブール国際空港で群衆に取り囲まれ撲殺される。
- 2005年 - ラフィーク・ハリーリー暗殺事件（英語版）。
- 2009年 - 財務大臣兼金融担当大臣の中川昭一が、G7の財務大臣・中央銀行総裁会議終了後の酩酊状態で記者会見を行い、猛批判を浴びる。
- 2011年 - 東京地方裁判所で男女5人、違憲を争い選択的夫婦別姓を求める国家賠償を提訴する[13]。
- 2018年 - マージョリー・ストーンマン・ダグラス高校銃乱射事件が発生し、17人が死亡[14]。
- 2024年 - アメリカ中西部ミズーリ州カンザスシティーのユニオン駅前で銃撃事件があり、容疑者３人が拘束された。NFLの王座決定戦スーパーボウルで優勝したチーフスの祝勝会が行われており、多くのファンが集まっていた[15]。
- 2025年 - ウクライナのチョルノービリ原子力発電所の第4号機の格納施設にロシアの攻撃ドローンが激突する。コンクリート製のシェルターは損傷したものの放射線レベルは増加していないと観測された。
- 2025年 - 日本政府が米の価格高騰を受けて3月に政府備蓄米21トンを市場に放出すると発表。

## 誕生日

### 人物

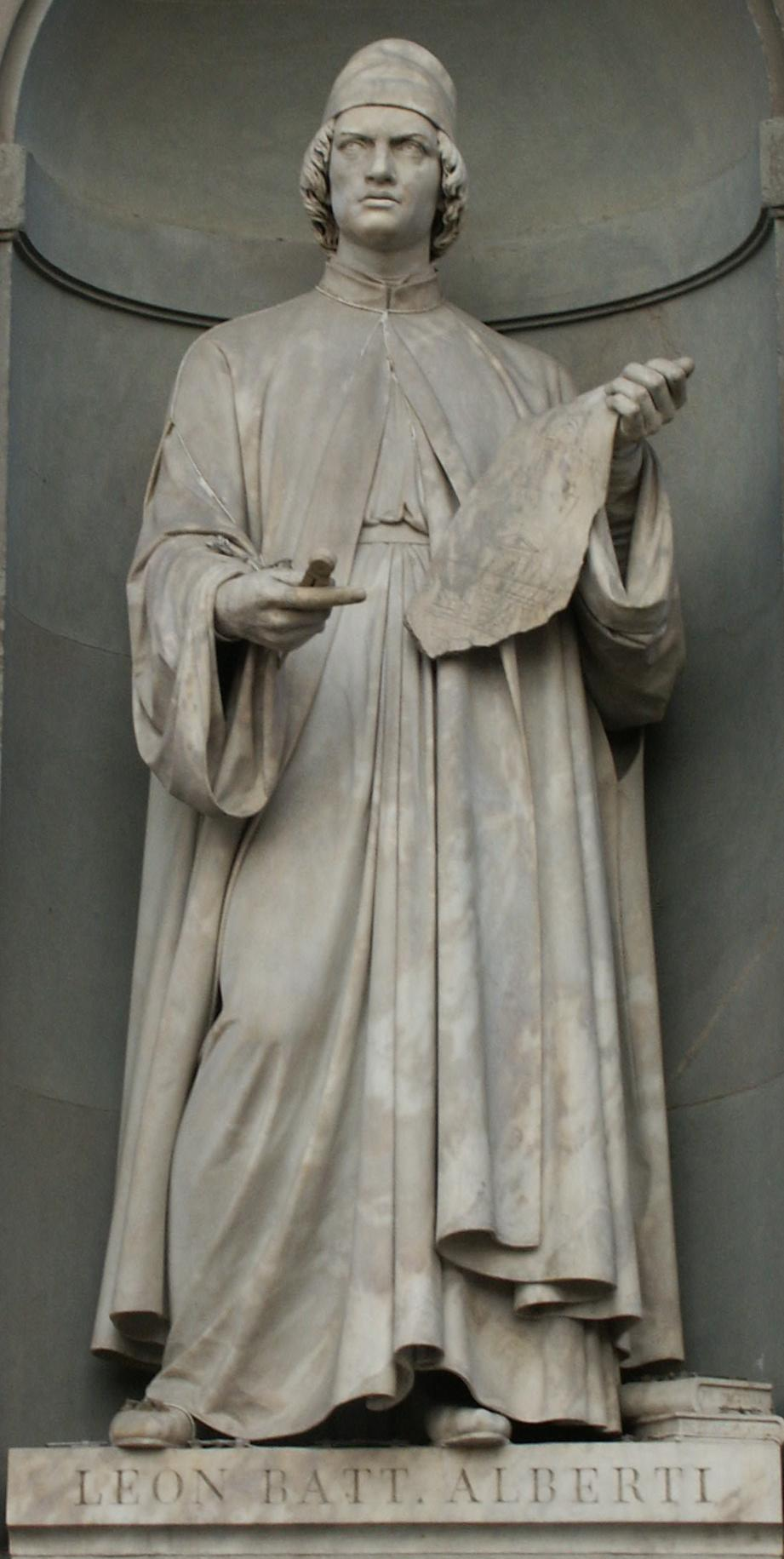
レオン・バッティスタ・アルベルティ(1404-1472)誕生。

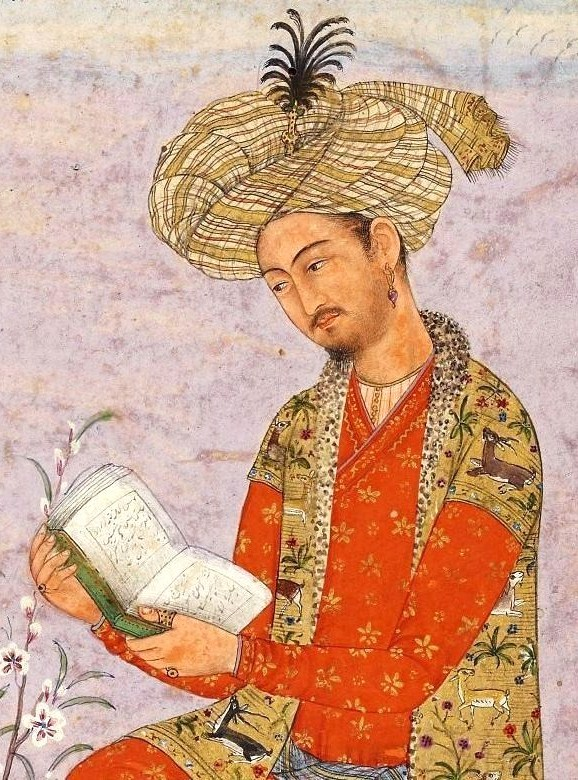
ムガル帝国初代皇帝バーブル(1483-1530)誕生。

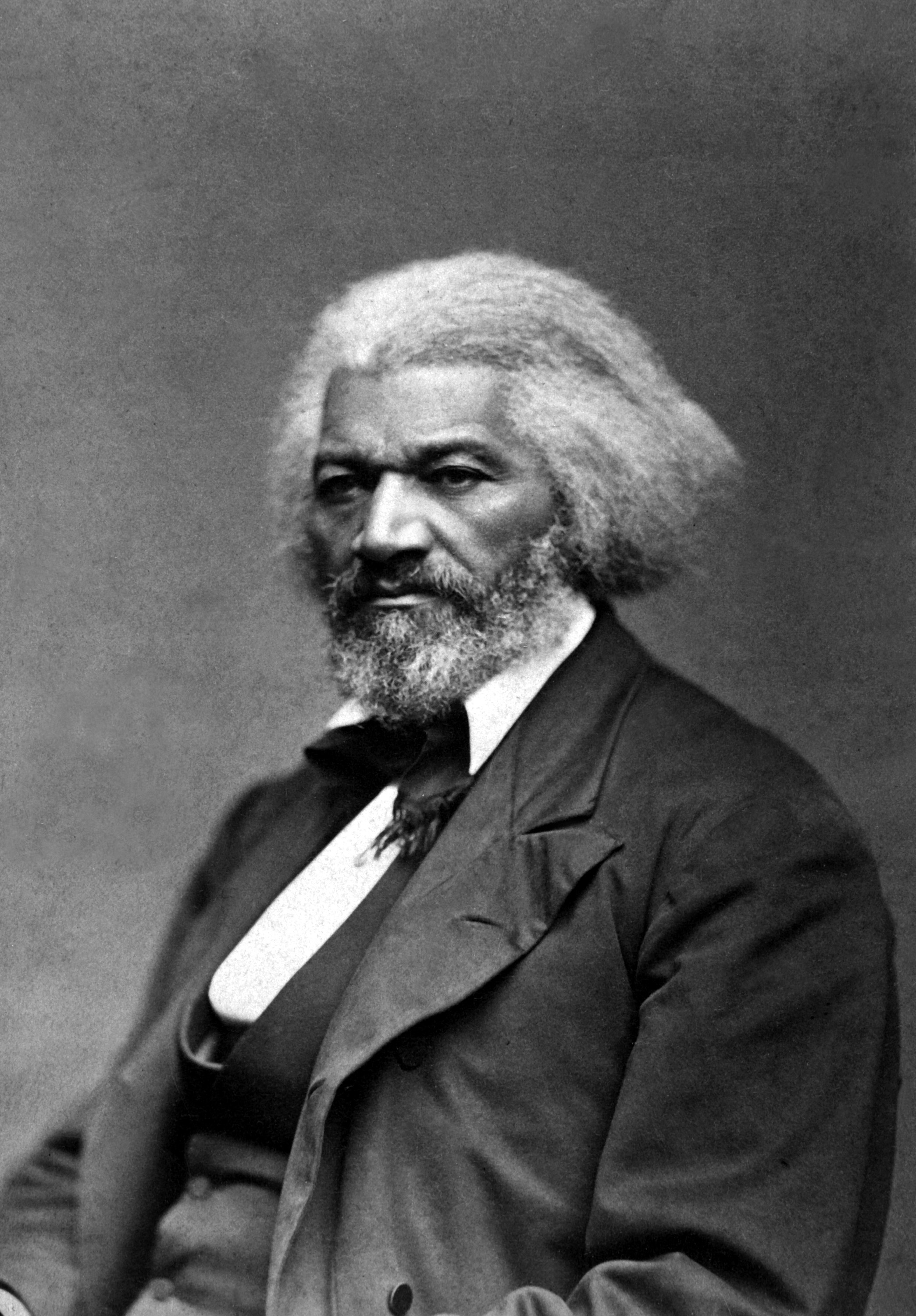
フレデリック・ダグラス(1818-1895)誕生。

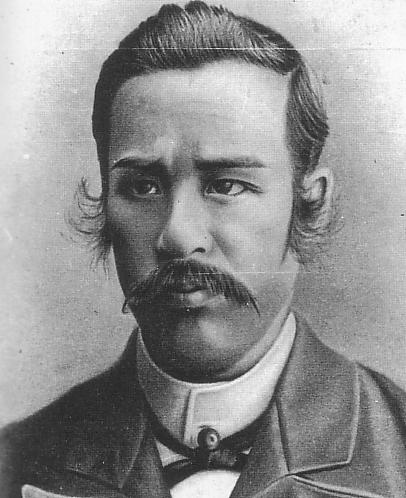
植木枝盛(1857-1892)誕生。

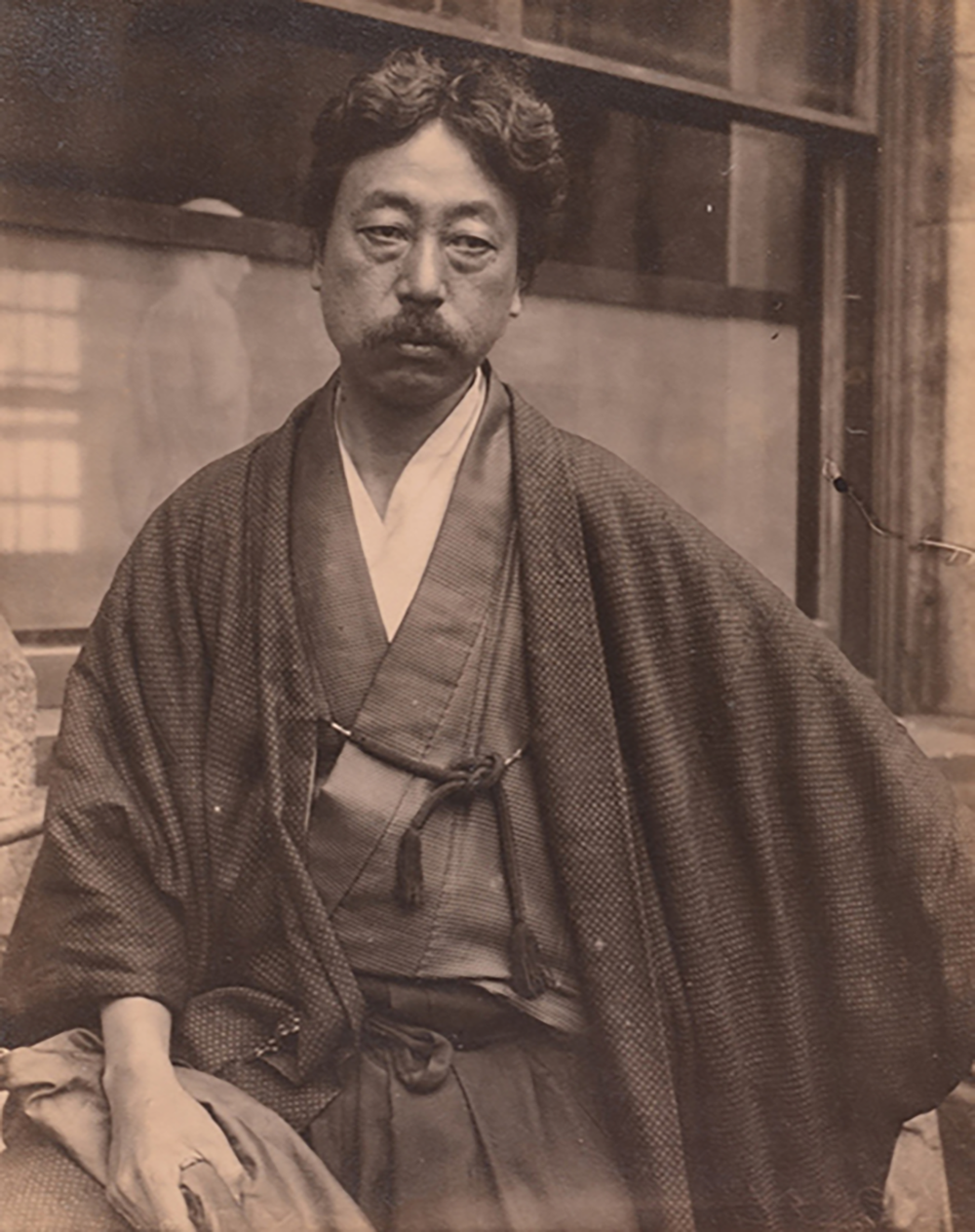
美術家岡倉天心(1863-1913)誕生。

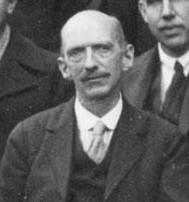
チャールズ・ウィルソン(1869-1959)

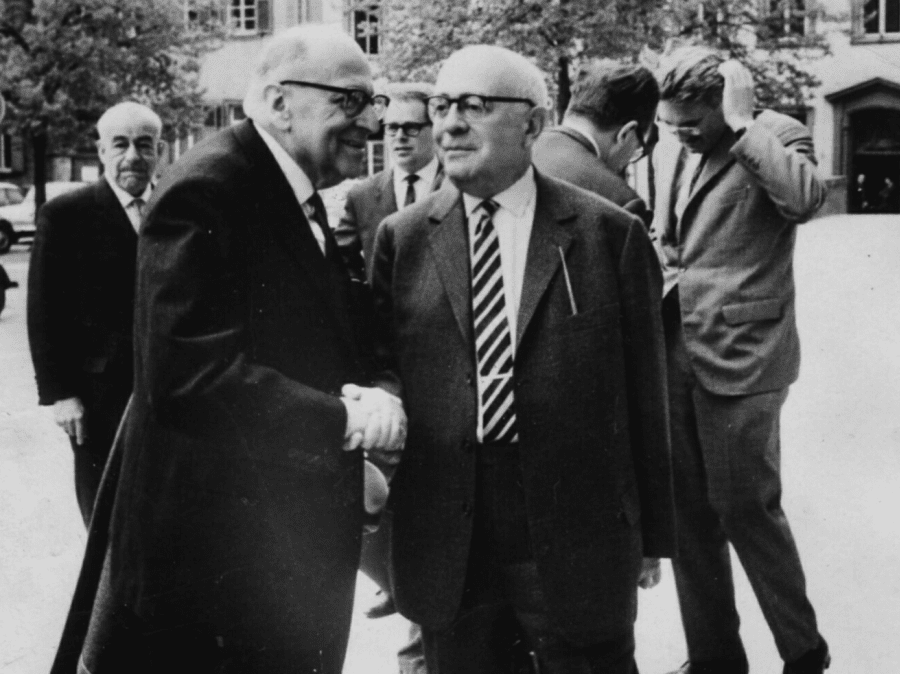
マックス・ホルクハイマー(1895-1973、左の人物)誕生。

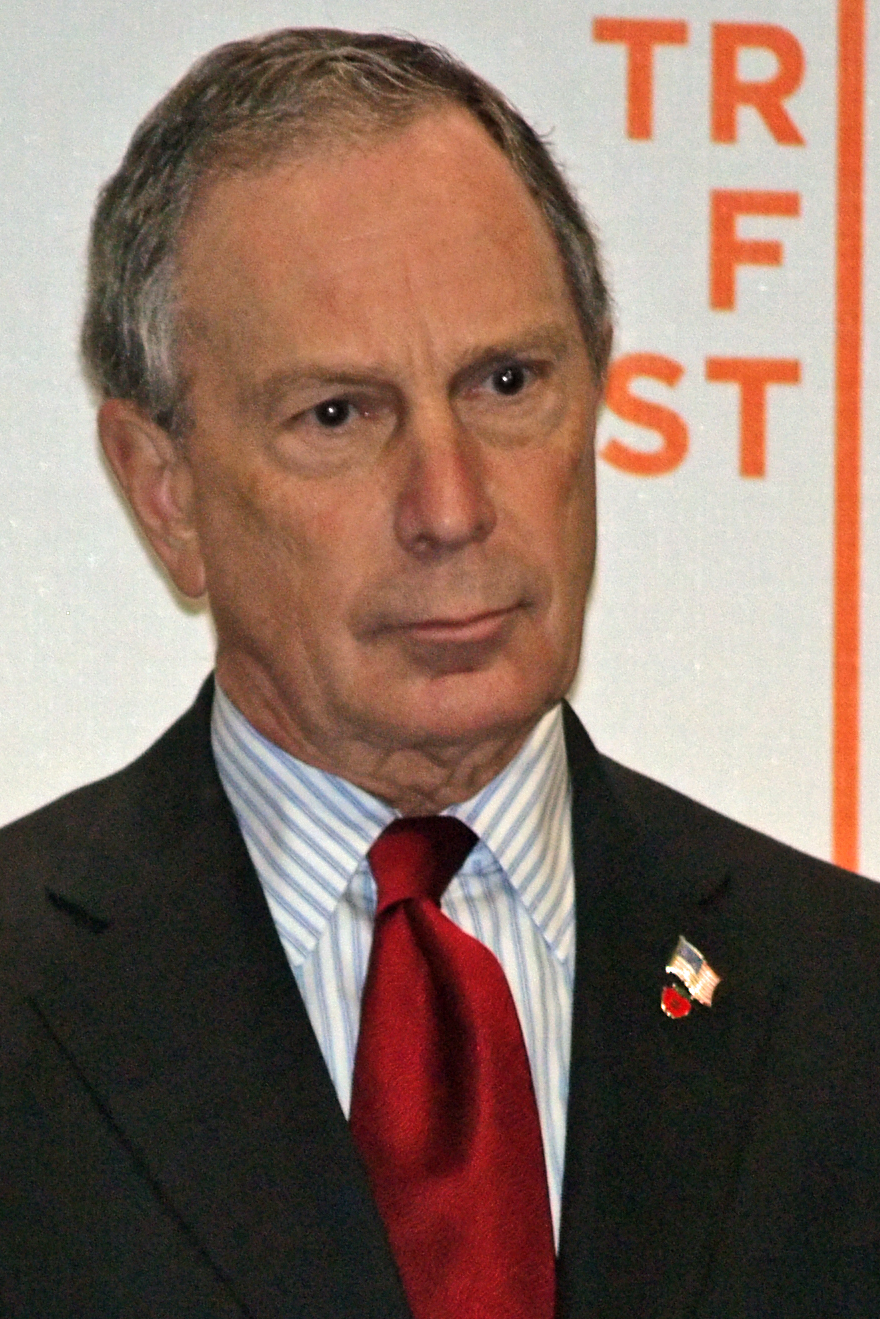
マイケル・ブルームバーグ(1942-)誕生。

- 1404年 - レオン・バッティスタ・アルベルティ、芸術家、詩人、哲学者（+ 1472年）
- 1468年 - ヨハネス・ヴェルナー、数学者、地理学者（+ 1522年）
- 1483年 - バーブル、ムガル帝国初代皇帝（+ 1530年）
- 1515年 - フリードリヒ3世、プファルツ選帝侯（+ 1576年）
- 1557年 - マティアス、神聖ローマ皇帝（+ 1619年）
- 1602年 - ピエトロ・フランチェスコ・カヴァッリ、作曲家（+ 1676年）
- 1723年（享保8年1月10日） - 片山北海、儒学者、漢詩人（+ 1790年）
- 1763年 - ジャン・ヴィクトル・マリー・モロー、軍人（+ 1813年）
- 1766年 - トマス・ロバート・マルサス、経済学者（+ 1834年）
- 1813年 - アレクサンドル・ダルゴムイシスキー、作曲家（+ 1869年）
- 1818年 - フレデリック・ダグラス、奴隷制度廃止運動家（+ 1895年）
- 1820年（文政3年1月1日） - 清水次郎長、幕末・明治期の侠客（+ 1893年）
- 1823年（文政6年1月4日） - 板倉勝静、江戸幕府老中、第7代備中松山藩主（+ 1889年）
- 1824年 - ウィンフィールド・スコット・ハンコック、軍人（+ 1886年）
- 1832年 - ウィリアム・スティンプソン、動物学者（+ 1872年）
- 1838年（天保9年1月20日） - 岡田以蔵、江戸時代末期の土佐藩郷士（+ 1865年）
- 1839年 - ヘルマン・ハンケル、数学者（+ 1873年）
- 1844年（天保14年12月26日） - 片岡健吉、政治家（+ 1903年）
- 1848年 - バンジャマン・バイヨー、天文学者（+ 1934年）
- 1855年 - フセーヴォロド・ガルシン、小説家（+ 1888年）
- 1856年（安政3年1月9日） - 松村任三、植物学者（+ 1928年）
- 1857年（安政4年1月20日） - 植木枝盛、自由民権運動指導者、衆議院議員（+ 1892年）
- 1859年 - ジョージ・ワシントン・ゲイル・フェリス・ジュニア、技師、観覧車の発明者（+ 1896年）
- 1862年 - アグネス・ポッケルス、化学者（+ 1935年）
- 1863年（文久2年12月26日） - 岡倉天心、美術家（+ 1913年）
- 1864年 - ロバート・E・パーク、社会学者（+ 1944年）
- 1866年（慶応元年12月29日） - 中村歌右衛門 (5代目)、歌舞伎俳優（+ 1940年）
- 1868年（慶応4年1月21日） - 岡田啓介、政治家、第31代内閣総理大臣（+ 1952年）
- 1869年 - チャールズ・ウィルソン、物理学者（+ 1959年）
- 1875年 - ジャンヌ・カルマン、長寿世界一の女性（+ 1997年）
- 1877年 - エトムント・ランダウ、数学者（+ 1938年）
- 1878年 - 広田弘毅、政治家、第32代内閣総理大臣（+ 1948年）
- 1880年 - 近藤朔風、翻訳家（+ 1915年）
- 1885年 - 吉田善吾、海軍軍人（+ 1966年）
- 1887年 - 青木正児、中国文学者（+ 1964年）
- 1888年 - 石井絹治郎、薬剤師・実業家、大正製薬創業者（+ 1943年[16]）
- 1888年 - ロベルト・レーマク、数学者（+ 1942年）
- 1893年 - 草川信、作曲家（+ 1948年）
- 1893年 - 中川一政、洋画家（+ 1991年）
- 1894年 - 安倍源基、内務大臣（+ 1989年）
- 1894年 - ジャック・ベニー、コメディアン、ヴォードヴィリアン、俳優（+ 1974年）
- 1895年 - マックス・ホルクハイマー、哲学者（+ 1973年）
- 1896年 - 徳岡神泉、日本画家（+ 1972年）
- 1896年 - エドワード・アーサー・ミルン、数学者、物理学者 （+ 1950年）
- 1898年 - 青木均一、実業家（+ 1976年）
- 1898年 - フリッツ・ツビッキー、天文学者（+ 1974年）
- 1899年 - ロヴロ・フォン・マタチッチ、指揮者（+ 1985年）
- 1900年 - 中井正一、美学者・評論家（+ 1952年）
- 1905年 - セルマ・リッター、女優（+ 1969年）
- 1905年 - 岡良一、政治家、医学博士（+ 1994年）
- 1907年 - 陣出達朗、時代小説家（+ 1986年）
- 1907年 - 石井榮三、警察官僚（+ 1994年）
- 1907年 - ジョニー・ロングデン、騎手（+ 2003年）
- 1909年 - 斎藤史、歌人（+ 2002年）
- 1909年 - 関野克、建築史家（+ 2001年）
- 1912年 - 森川信、俳優、コメディアン（+ 1972年）
- 1912年 - 聶耳、作曲家（+ 1935年）
- 1912年 - チボル・セケリ、探検家、著作家（+ 1988年）
- 1913年 - ジミー・ホッファ、労働組合指導者（+ 1975年?）
- 1914年 - 吉井良三、昆虫学者（+ 1999年）
- 1915年 - 小松崎茂、画家、イラストレーター （+ 2001年）
- 1916年 - 小林正樹、映画監督（+ 1996年）
- 1916年 - マルセル・ビジャール、軍人 （+ 2010年）
- 1917年 - ハーバート・ハウプトマン、結晶学者（+ 2011年）
- 1918年 - 有馬頼義、小説家（+ 1980年）
- 1919年 - 鮎川哲也、推理作家（+ 2002年）
- 1920年 - 大坂志郎、俳優（+ 1989年）
- 1922年 - 邦光史郎、作家（+ 1996年）
- 1923年 - 戸田修三、法学者、中央大学名誉教授（+ 2018年）
- 1923年 - 流政之、彫刻家、作庭家（+ 2018年）
- 1926年 - 粕谷茂、政治家（+ 2011年）
- 1926年 - 吉村光夫、アナウンサー、鉄道趣味者（+ 2011年[17]）
- 1927年 - 加藤精三、声優（+ 2014年）
- 1927年 - ニュウトン・メンドンサ、ボサノヴァピアニスト、作曲家（+ 1960年）
- 1927年 - ロイス・マクスウェル、女優（+ 2007年）
- 1928年 - 稲垣昭三、俳優（+ 2016年）
- 1929年 - 八城政基、経営者
- 1929年 - ヴィック・モロー、俳優（+ 1982年）
- 1931年 - バーニー・ジョフリオン、アイスホッケー選手、指導者（+ 2006年）
- 1932年 - 吉永祐介、元検事総長（+ 2013年）
- 1932年 - アレクサンダー・クルーゲ、映画監督
- 1932年 - キャロル・ケネディ、フィギュアスケート選手（+ 2004年）
- 1933年 - 西岡京治、農業専門家、植物学者（+ 1992年）
- 1933年 - 岡野雅行、技術者、岡野工業社長
- 1933年 - アンドレイ・ヴォルコンスキー、作曲家、チェンバロ奏者（+ 2008年）
- 1934年 - 岸野一彦、声優（+ 2020年[18]）
- 1934年 - ミシェル・コルボ、指揮者（+ 2021年）
- 1935年 - 野村秋介、政治活動家（+ 1993年）
- 1936年 - 海野義雄、ヴァイオリニスト
- 1936年 - 小林仁、ピアニスト
- 1936年 - 戸部松実、フランス文学者
- 1936年 - 角谷正彦、官僚、元国税庁長官（+ 2019年）
- 1937年 - マジック・サム、ブルースギタリスト、シンガー（+ 1969年）
- 1937年 - 吉田勝彦、競馬実況アナウンサー
- 1939年 - ユージン・ファーマ、経済学者
- 1940年 - 磯村みどり、女優
- 1941年 - 田中光二、SF作家
- 1942年 - 林与一、俳優
- 1942年 - マイケル・ブルームバーグ、実業家、ニューヨーク市長
- 1942年 - リカルド・ロドリゲス、F1ドライバー（+ 1962年）
- 1942年 - 阪本善尚、撮影監督
- 1942年 - 佐伯泰英、小説家
- 1943年 - 秋野太作、俳優
- 1943年 - 五味陸仁、アナウンサー
- 1943年 - メイシオ・パーカー、ファンクサックス奏者
- 1943年 - アーロン・ルッソ、映画プロデューサー、映画監督、政治活動家（+ 2007年）
- 1944年 - ロニー・ピーターソン、レーシングドライバー（+ 1978年）
- 1944年 - アラン・パーカー、映画監督（+ 2020年）
- 1944年 - カール・バーンスタイン、ジャーナリスト
- 1944年 - 原田祐臣、ドラマー
- 1945年 - ハンス・アダム2世、リヒテンシュタインの侯爵
- 1945年 - 扇ひろこ、演歌歌手
- 1945年 - 伊藤眞、法学者
- 1946年 - グレゴリー・ハインズ、俳優、ミュージシャン（+ 2003年）
- 1946年 - 鶴田忍、俳優
- 1946年 - 渡辺直子、歌手、タレント、アナウンサー
- 1946年 - 安藤正俊、元サッカー選手（+ 2008年）
- 1947年 - ティム・バックリィ、シンガーソングライター（+ 1975年）
- 1948年 - 木原敏江、漫画家
- 1948年 - 目野哲也、調教師、元騎手
- 1948年 - 薩めぐみ、シャンソン歌手（+ 2010年）
- 1948年 - 津田京子、女優（+ 2010年）
- 1949年 - 原田糸子、女優、歌手
- 1949年 - 郷力也、漫画家
- 1949年 - 三好昇、政治家、元北海道江別市長
- 1949年 - 横田久、アナウンサー（+ 2007年）
- 1951年 - 上村春樹、柔道選手
- 1951年 - ケビン・キーガン、元サッカー選手、指導者
- 1951年 - 坂井千明、競馬評論家（+ 2024年）
- 1951年 - 赤松愛、ミュージシャン（元オックス）
- 1953年 - 鈴木キサブロー、作曲家
- 1953年 - 海老名みどり、女優、エッセイスト
- 1953年 - ハンス・クランクル、サッカー選手、指導者
- 1954年 - 田中公平、作曲家
- 1954年 - ウラジーミル・ドリンフェルト、数学者
- 1954年 - 中川ひろたか、絵本作家、シンガーソングライター
- 1954年 - 荒木田裕子、バレーボール選手（+ 2024年）
- 1955年 - 田口光久、元サッカー選手、指導者（+ 2019年[19]）
- 1955年 - 細川周平、音楽学者
- 1955年 - 重光昭夫、実業家
- 1955年 - 一倉宏、コピーライター
- 1957年 - 隆大介、俳優（+ 2021年）
- 1958年 - 住友一哉、元プロ野球選手
- 1959年 - 山田直毅、ミュージシャン
- 1959年 - 姫井由美子、政治家
- 1959年 - ルネ・フレミング、ソプラノ歌手
- 1960年 - メグ・ティリー、女優
- 1960年 - ジム・ケリー、アメリカンフットボール選手
- 1961年 - 佐伯順子、比較文学者
- 1962年 - 大川豊、お笑いタレント、大川興業総裁
- 1962年 - 冷牟田竜之、ミュージシャン（元東京スカパラダイスオーケストラ）
- 1963年 - 松本晃彦、作曲家
- 1963年 - 河内家菊水丸、弁舌家
- 1964年 - ジャンニ・ブーニョ、自転車競技選手
- 1964年 - ユーリー・ステパノフ、外交官
- 1964年 - ザック・ギャリガン、俳優
- 1965年 - ムーン・リー、女優
- 1967年 - 鈴木卓爾、映画監督
- 1967年 - マルク・ルッテ、政治家、オランダ首相
- 1967年 - マニュエラ・マレーバ、テニス選手
- 1968年 - 小和田貢平、声優
- 1969年 - マルシア、歌手、女優
- 1969年 - 宮田かずこ、元女優
- 1969年 - 二橋進一、俳優
- 1969年 - かわいさとみ、元グラビアアイドル、元AV女優
- 1969年 - 一宮章一、プロレスラー
- 1970年 - 斎藤隆、元プロ野球選手
- 1970年 - サイモン・ペッグ、コメディアン、俳優
- 1970年 - 三原わかほ、女優
- 1971年 - 井上将行、化学者、東京大学教授
- 1971年 - 酒井法子、元歌手、女優
- 1971年 - 平子理沙、ファッションモデル
- 1971年 - 沢知恵、シンガーソングライター
- 1971年 - イズミカワソラ、歌手
- 1971年 - 権藤俊輔、俳優
- 1971年 - 安斎かなえ、漫画家
- 1971年 - 胡兵、タレント
- 1971年 - トミー・ドリーマー、プロレスラー
- 1972年 - 武双山正士、元大相撲力士、年寄18代藤島
- 1972年 - ロブ・トーマス、ミュージシャン（マッチボックス・トゥエンティ）
- 1972年 - ナイワ・ニムリ、女優
- 1972年 - 深浦康市、将棋棋士
- 1973年 - 内田順子、タレント、歌手
- 1973年 - 松嶋あすか、アナウンサー
- 1973年 - 佐藤有香、元フィギュアスケート選手、コーチ
- 1973年 - 片桐澪、漫画家
- 1973年 - 柳沼行、漫画家
- 1973年 - 山口馬木也、俳優
- 1973年 - 山田純大、俳優
- 1973年 - OZA、ミュージシャン、ギタリスト
- 1973年 - スティーブ・マクネア、アメリカンフットボール選手（+ 2009年）
- 1974年 - 二階堂和美、シンガーソングライター
- 1974年 - フィリッパ・ジョルダーノ、歌手
- 1974年 - バレンチナ・ベッツァーリ、フェンシング選手
- 1975年 - 鈴木浩子、元アナウンサー、元WWEディーヴァ
- 1975年 - 加藤晃、アナウンサー
- 1975年 - 高智政光、プロレスラー
- 1975年 - ダマソ・マルテ、元プロ野球選手
- 1976年 - リー・ラスムッセン、女優
- 1976年 - JUJU、シンガーソングライター
- 1977年 - 冲方丁、小説家
- 1977年 - カデル・エヴァンス、自転車競技選手
- 1978年 - リチャード・ハミルトン、バスケットボール選手
- 1978年 - 和田拓也、総合格闘家
- 1978年 - 小川沙織、女優
- 1978年 - 田上由希子、元声優
- 1979年 - 永井雄一郎、サッカー選手
- 1979年 - 山田久美子、元バスケットボール選手
- 1979年 - 七草、イラストレーター
- 1979年 - こがけん、お笑いタレント
- 1980年 - 山口紗弥加、女優
- 1980年 - UKI、歌手（SHAKALABBITS）
- 1980年 - 信人、ミュージシャン（UVERworld）
- 1980年 - 藤野可織、小説家
- 1981年 - 浜田文子、元プロレスラー
- 1981年 - 林真輝、元野球選手
- 1981年 - マッテオ・ブリーギ、元サッカー選手
- 1981年 - ランディ・ド・プニエ、オートバイレーサー
- 1981年 - 美奈斗、タレント、歌手
- 1981年 - 山崎隆之、将棋棋士
- 1983年 - もう中学生、お笑いタレント
- 1983年 - 中澤まさとも、声優
- 1983年 - 脇崎智史、俳優
- 1983年 - 芹川大毅、デザイナー
- 1983年 - バカリ・サニャ、サッカー選手
- 1984年 - 石井智美、歌手
- 1984年 - 木村雅、俳優
- 1984年 - 後藤ユウミ、女優
- 1984年 - 鈴木規郎、サッカー選手
- 1985年 - NATSUME、元タレント
- 1985年 - 新保はる奈、女優
- 1985年 - 大谷智久、元プロ野球選手
- 1985年 - フィリップ・センデロス、サッカー選手
- 1985年 - タイラー・クリッパード、プロ野球選手
- 1986年 - 佐藤未歩、タレント
- 1986年 - 蜂須賀ゆきこ、元タレント
- 1986年 - 佳村はるか、声優
- 1986年 - トラビス・バンワート、プロ野球選手
- 1987年 - 市川紗耶、ファッションモデル、タレント
- 1987年 - 高森奈津美、声優
- 1987年 - 廣瀬智紀、俳優
- 1987年 - 福永あや、元AV女優
- 1987年 - ユーリヤ・サーヴィチェヴァ、歌手
- 1987年 - フェリックス・カラスコ、プロ野球選手
- 1987年 - エディンソン・カバーニ、サッカー選手
- 1988年 - 綾瀬美音、AV女優
- 1988年 - ICHIKA、AV女優
- 1988年 - 紫雷美央、元プロレスラー
- 1988年 - 柴小聖、女優、タレント
- 1988年 - アンヘル・ディ・マリア、サッカー選手
- 1988年 - ヤホール・マイストロウ、フィギュアスケート選手
- 1989年 - 辻あずき、元AV女優
- 1989年 - 西内ひろ、タレント
- 1989年 - ヤン・ハブレ、サッカー選手
- 1989年 - フアン・グラテロル、プロ野球選手
- 1990年 - 佐藤永典、俳優
- 1990年 - 大嶋匠、元プロ野球選手
- 1990年 - アンドレア・カルダレッリ、レーサー
- 1990年 - 淡路幸誠、お笑い芸人（きつね）
- 1991年 - 神田あずみ、グラビアアイドル
- 1992年 - フレディ・ハイモア、俳優
- 1992年 - クリスティアン・エリクセン、サッカー選手
- 1992年 - 菅原小春、ダンサー、振付師
- 1993年 - 島本浩也、プロ野球選手
- 1993年 - はじめしゃちょー、YouTuber
- 1993年 - ジャデベオン・クラウニー、アメリカンフットボール選手
- 1993年 - 新垣優香、グラビアアイドル
- 1994年 - 茂木栄五郎、プロ野球選手
- 1994年 - 土屋巴瑞季、ファッションモデル
- 1994年 - 田原可南子、タレント
- 1994年 - 武田伊央、RKB毎日放送アナウンサー
- 1995年 - 高咲里音、女優
- 1995年 - 加藤一華、女優、歌手、YouTuber
- 1996年 - 丸尾玲寿里、アメリカンフットボール選手
- 1997年 - 沖田愛加、キャスター、タレント
- 1997年 - 汐野杏奈、声優
- 1997年 - ジェヒョン、アイドル（NCT）
- 1997年 - 水瀬琴音、レースクイーン、グラビアモデル
- 1998年 - 滝澤諒、俳優
- 2000年 - 折下光輝、プロ野球選手
- 2001年 - 太田椋、プロ野球選手
- 2001年 - 坂原愛海、野球選手
- 2001年 - 鈴木星海[20]、モデル、レースクイーン
- 2001年 - 中﨑花音[21]、歌手、女優、グラビアアイドル
- 2001年 - 御手洗菜々、TBSアナウンサー
- 2001年 - 王彦程、プロ野球選手
- 2002年 - 吉居大和、陸上選手
- 2002年 - 小野六花、AV女優
- 2002年 - 佐野大陽、プロ野球選手
- 2004年 - 星乃まりな、女優（元STU48）
- 2005年 - 松本仁、俳優
- 2007年 - 正源司陽子、アイドル（日向坂46）
- 2007年 - 金澤亜美、アイドル（僕が見たかった青空）
- 2007年 - 海邉朱莉、アイドル（乃木坂46）
- 生年不詳 - 有栖川レイカ、アイドル（GEMS COMPANY）、Vtuber
- 生年不詳 - 青山美帆、声優
- 生年不詳 - 天野七瑠、声優
- 生年不詳 - 積田陽乃香、声優
- 生年不詳 - 嵜本正和[22]、声優
- 生年不詳 - くまがい杏子、漫画家

### 人物以外（動物など）
- 1985年 - ウイニングカラーズ、競走馬（+ 2008年）
- 1999年 - オフィサー、競走馬
- 2004年 - アルナスライン、競走馬
- 2004年 - オーソライズド、競走馬
- 2004年 - クーヴェルチュール、競走馬
- 2005年 - アドマイヤコマンド、競走馬
- 2005年 - エフティマイア、競走馬
- 2007年 - アルカノ、競走馬
- 2009年 ‐ ハクサンムーン、競走馬

## 忌日
- 786年（延暦5年1月7日） - 坂上苅田麻呂、奈良時代の武人（* 727年）
- 869年 - キュリロス、修道士、神学者（* 827年）
- 1010年（寛弘7年1月28日） - 藤原伊周、平安時代の公卿（* 974年）
- 1318年 - マーガレット、イングランド王エドワード1世の妃（* 1282年）
- 1400年 - リチャード2世、イングランド国王（* 1367年）
- 1631年（寛永8年1月14日） - 津軽信枚、第2代陸奥弘前藩主（* 1586年）
- 1638年（寛永15年1月1日） - 板倉重昌、島原の乱鎮圧の上使、三河深溝藩主（* 1588年）
- 1714年 - マリア・ルイーザ、スペイン王フェリペ5世の妃（* 1688年）
- 1741年 - ヨハン・ヨーゼフ・フックス、演奏家、作曲家（* 1660年）
- 1744年 - ジョン・ハドリー、天文学者（* 1682年）
- 1779年 - ジェームズ・クック、探検家（* 1728年）
- 1780年 - ウィリアム・ブラックストン、法学者（* 1723年）
- 1808年 - ジョン・ディキンソン、デラウェア・ペンシルベニア邦知事（* 1734年）
- 1816年 - ジャン・ポール・マルティーニ、作曲家（* 1741年）
- 1891年 - ウィリアム・シャーマン、南北戦争期のアメリカ陸軍少将（* 1820年）
- 1929年 - トーマス・バーク、陸上競技選手（* 1875年）
- 1933年 - カール・エーリヒ・コレンス、植物学者、遺伝学者（* 1864年）
- 1936年 - アレクサンドル・グチコフ、ロシアドゥーマ議長、陸相、海相（* 1862年）
- 1937年 - エルッキ・メラルティン、作曲家（* 1875年）
- 1943年 - ダフィット・ヒルベルト、数学者（* 1862年）
- 1945年 - 甲賀三郎、推理作家（* 1893年）
- 1945年 - 内田正練、水泳選手（* 1898年）
- 1948年 - モーデカイ・ブラウン、プロ野球選手（* 1876年）
- 1950年 - カール・ジャンスキー、電波天文学者（* 1905年）
- 1952年 - モリス・デワール、自転車競技選手（* 1896年）
- 1954年 - 相馬愛蔵、実業家（* 1870年）
- 1956年 - 三好英之、政治家（* 1885年）
- 1960年 - 木村昌福、海軍軍人（* 1891年）
- 1962年 - 胡宗南、軍人（* 1896年）
- 1967年 - 山本周五郎、小説家（* 1903年）
- 1967年 - 三宅周太郎、演劇評論家（* 1892年）
- 1969年 - ヴィト・ジェノヴェーゼ、コーサ・ノストラ幹部（* 1897年）
- 1975年 - P・G・ウッドハウス、小説家（* 1881年）
- 1975年 - ジュリアン・ハクスリー、生物学者（* 1887年）
- 1978年 - 中村寅太、運輸大臣（* 1902年）
- 1983年 - リナ・ラトケ、陸上競技選手（* 1903年）
- 1986年 - エドマンド・ラッブラ、作曲家（* 1901年）
- 1987年 - ドミトリー・カバレフスキー、作曲家（* 1904年）
- 1994年 - アンドレイ・チカチーロ、連続殺人犯（* 1936年）
- 1989年 - ジェームズ・ボンド、鳥類学者（+ 1900年）
- 1995年 - ウー・ヌ、初代ビルマ首相（* 1907年）
- 1997年 - 屋良朝苗、政治家、沖縄県知事（* 1902年）
- 1999年 - ジョン・アーリックマン、米大統領リチャード・ニクソンの顧問（* 1925年）
- 2002年 - ギュンター・ヴァント、指揮者（* 1912年）
- 2002年 - ヒデクチ・ナーンドル、元サッカー選手、指導者（* 1922年）
- 2003年 - ジョニー・ロングデン、競馬騎手（* 1907年）
- 2004年 - ホアキン・ニン＝クルメル、作曲家（* 1908年）
- 2004年 - マルコ・パンターニ、自転車競技選手（* 1970年）
- 2005年 - 淀井敏夫、彫刻家（* 1911年）
- 2005年 - 高木文雄、国鉄総裁（* 1919年）
- 2005年 - ラフィーク・ハリーリー、実業家、政治家、レバノン首相（* 1944年）
- 2008年 - 川田侃、経済学者（* 1925年）
- 2010年 - ディック・フランシス、推理作家、元競馬騎手（* 1920年）
- 2010年 - ダグ・ファイガー、ロックミュージシャン（* 1952年）
- 2010年 - 浅倉久志、翻訳家（* 1930年）
- 2012年 - マイク・ベルナルド、キックボクサー、プロボクサー（* 1969年）
- 2012年 - 金奉哲、政治家（* 1941年）
- 2013年 - 本郷功次郎、俳優（* 1938年）
- 2015年 - ルイ・ジュールダン、俳優（* 1921年）
- 2015年 - ウィリエム・ルスカ、柔道家（* 1940年）
- 2015年 - シーナ、歌手（* 1953年）
- 2016年 - 神江里見、漫画家（* 1950年）
- 2018年 - 尾岸孝雄、政治家（* 1939年）
- 2019年 - 時津洋宏典、元大相撲力士（* 1969年）
- 2023年 - 豊田章一郎、実業家、トヨタ自動車名誉会長（* 1925年）
- 2023年 - 恒岡章、ミュージシャン（Hi-STANDARD）（* 1971年）
- 2025年 - 西本勝子、政治家（* 1950年）

### 人物以外（動物など）
- 2003年 - ドリー、クローン羊（* 1996年）

## 記念日・年中行事
- バレンタインデー（ 世界）
キリスト教の元聖名祝日。現在のカトリック教会では「聖人」から除外されている。
- 以下はバレンタインデーに便乗して制定されたもの
  - 義理チョコ（ 日本）
  - チョコレートの日（ 日本）[23][24][25][26]
  - ネクタイの日（ 日本）[25][27]
- 平将門忌（ 日本）
平将門は関東を制圧し、京の朱雀天皇に対抗して新皇を自称。弟や同盟者を国司に任じ、関東独立の姿勢を示す。しかし天慶3年2月14日（940年3月25日）、下野の豪族藤原秀郷と平国香の子貞盛らの軍勢によって、猿島の北山（現在の茨城県坂東市）で討ち取られた。死後、その霊は神田明神の将門社に祀られる。そのほか茨城県坂東市の国王神社をはじめ、将門公を祀る社寺は関東に多く、浅草の神田山日輪寺では、毎年旧暦の命日である2月14日に供養の法要が営まれている。
- ふんどしの日（ 日本）
日本ふんどし協会が2011年に制定。2（ふん）14（どし）の語呂合わせ[28]。
- 煮干しの日（ 日本）
全国煮干協会が1994年に制定。2（に）1（ぼ = 棒）4（し）の語呂合わせ[25][26][29]。
- 自動車保険の日（ 日本）
1914年（大正3年）2月14日に、東京海上保険株式会社（現在の東京海上日動火災保険株式会社）が日本初の自動車保険の営業認可を取得したことを記念し、東京海上日動火災保険が制定。